# Operacja EF
Operacja EF (znana także jako nalot na Kirkenes i Petsamo) – operacja wojskowa przeprowadzona 30 lipca 1941 r. podczas wojny kontynuacyjnej będącej częścią II wojny światowej. Przyczyną jej przeprowadzenia była operacja Barbarossa, niemiecki atak na ZSRR rozpoczęty 22 czerwca 1941 i przyłączenie się do niego Finlandii trzy dni później, 25 czerwca. Wielka Brytania wypowiedziała Finlandii wojnę, dlatego samoloty Fleet Air Arm wyruszyły z lotniskowców HMS „Victorious” i HMS „Furious”, aby zaatakować niemieckie jednostki handlowe w porcie Kirkenes w okupowanej Norwegii oraz w fińskim porcie Petsamo.
Gabinet Wojenny i Admiralicja naciskały adm. Johna „Jacka” Toveya, dowódcę Home Fleet, aby zaatakował w północnej Norwegii i Finlandii, pomimo jego zastrzeżeń, że perspektywy sukcesu są niewspółmierne do ryzyka. Operacja miała być zaskoczeniem dla sił nieprzyjaciela, ale na dalekiej północy dzień polarny o tej porze roku sprawiał, że było mało prawdopodobnym, aby siły przeznaczone do rajdu pozostały niezauważone.
Niemiecki samolot minął Force P (kryptonim sił brytyjskich biorących udział w operacji), a zaraz potem brytyjskie maszyny przeleciały nad niemieckim statkiem, tracąc efekt zaskoczenia. Siły zmierzające do Kirkenes zostały przechwycone przez kilka niemieckich myśliwców, gdy brytyjskie maszyny zaatakowały okręty w porcie, zatapiając jeden statek i uszkadzając drugi. Jedenaście torpedowców Fairey Albacore i dwa myśliwce Fairey Fulmar zostały zestrzelone za cenę zniszczenia tylko dwóch samolotów Luftwaffe.
Siły atakujące Petsamo stanęły w obliczu mniejszego oporu, tracąc jednego Fulmara z powodu awarii silnika podczas lotu do celu, a kolejny Fulmar i jeden Albacore zostały zestrzelone w trakcie ataku. W fińskim mieście niewielkie uszkodzenia odniosły jedynie falochrony, stocznia i zbiorniki z ropą. Operacja została nazwana „totalną katastrofą”; utracono dwanaście Albacorów i cztery Fulmary, dziewięciu ludzi zginęło, a 27 wzięto do niewoli, przy czym ich ofiara była daremna; dwóch członków załogi jednej z maszyn dotarło na terytorium ZSRR po dwóch dniach spędzonych na morzu w pontonie ratunkowym.

## Tło sytuacyjne
Na początku września 1940 Niemcy i Finlandia podpisały umowę tranzytową dla personelu Luftwaffe umożliwiającą przelot przez przestrzeń powietrzną Finlandii do miasta Kirkenes w okupowanej Norwegii, przy podobnej umowie obowiązującej ze Szwecją od kwietnia 1940 W dyrektywie nr 21 Adolfa Hitlera w sprawie operacji Barbarossa, Murmańsk miał zostać odizolowany przez operację wojskową, która przetnie mierzącą ponad 1350 km linię kolejową Murmańsk – Leningrad. Atak miał uniemożliwić Armii Czerwonej przesunięcie sił z głębi swojego terytorium i zaatakowanie kopalń rudy żelaza w północnej Szwecji oraz kopalń niklu wokół Petsamo, zaledwie 100 km od Murmańska; baza Luftwaffe w Kirkenes była oddalona o kolejne 50 km. Rozpoznanie lotnicze ujawniło liczny garnizon sowiecki w Murmańsku oraz stacje rozrządowe i obiekty portowe w dobrym stanie.
3 lutego 1941 r. niemiecka Armia „Norwegen” otrzymała rozkaz przygotowania się do nadchodzącej kampanii, czyniąc obronę północnej Norwegii priorytetem. XIX Górski Korpus Armijny miał działać na terytorium Finlandii w obronie rejonu Petsamo w operacji Rentier, dopóki rząd fiński nie wypowie Sowietom wojny. Finowie mieli osłaniać rozmieszczenie wojsk niemieckich w środkowej Finlandii i odbić Hanko, a następnie działać na południowym zachodzie, po obu stronach jeziora Ładoga, kiedy Grupa Armii Północ dotrze do rzeki Dźwiny, spotykając siły niemieckie pod Tichwinem. Niemiecka inwazja na Związek Sowiecki rozpoczęła się 22 czerwca 1941 r., a razem z nią niemiecka ofensywa przeciwko kolei murmańskiej, operacja Platinfuchs (29 czerwca – 21 września), część większej operacji Silberfuchs (29 czerwca – 17 listopada).

## Preludium

### Operacje morskie
Niemieckie okręty podwodne U-81 i U-652 rozpoczęły w lipcu 1941 operacje w pobliżu półwyspu Kolskiego, a pięć niszczycieli przeniesiono do Kirkenes, aby dołączyły do okrętu szkoleniowego Bremse i innych jednostek morskich. Przed niemiecką inwazją na Związek Sowiecki Home Fleet zajmowała się głównie wypadami na Morze Północne pomiędzy Norwegią a Grenlandią. Po 22 czerwca 1941 działania floty zaczęły przesuwać się na północ, od Norwegii do Arktyki. Sowieckie kierownictwo nalegało, aby Brytyjczycy zaatakowali niemiecką żeglugę pomiędzy Petsamo i Kirkenes. Rządy w Londynie oraz Waszyngtonie zdawały sobie sprawę ze znaczenia Murmańska jako entrepôtdla alianckich dostaw wojennych. Admiralicja naciskała więc na adm. Johna „Jacka” Toveya, aby użył lotniskowców HMS „Furious” i HMS „Victorious” w operacjach przeciwko siłom Osi w północnej Norwegii i Finlandii. Tovey podkreślał ryzyko związane z przemieszczeniem lotniskowców tak blisko baz Luftwaffe, w warunkach dnia polarnego, który w północnej Norwegii trwa od 14 maja do 29 lipca. Dowództwo zignorowało jednak jego głos i nakazało mu przeprowadzenie operacji EF z użyciem Force P.

### Force P

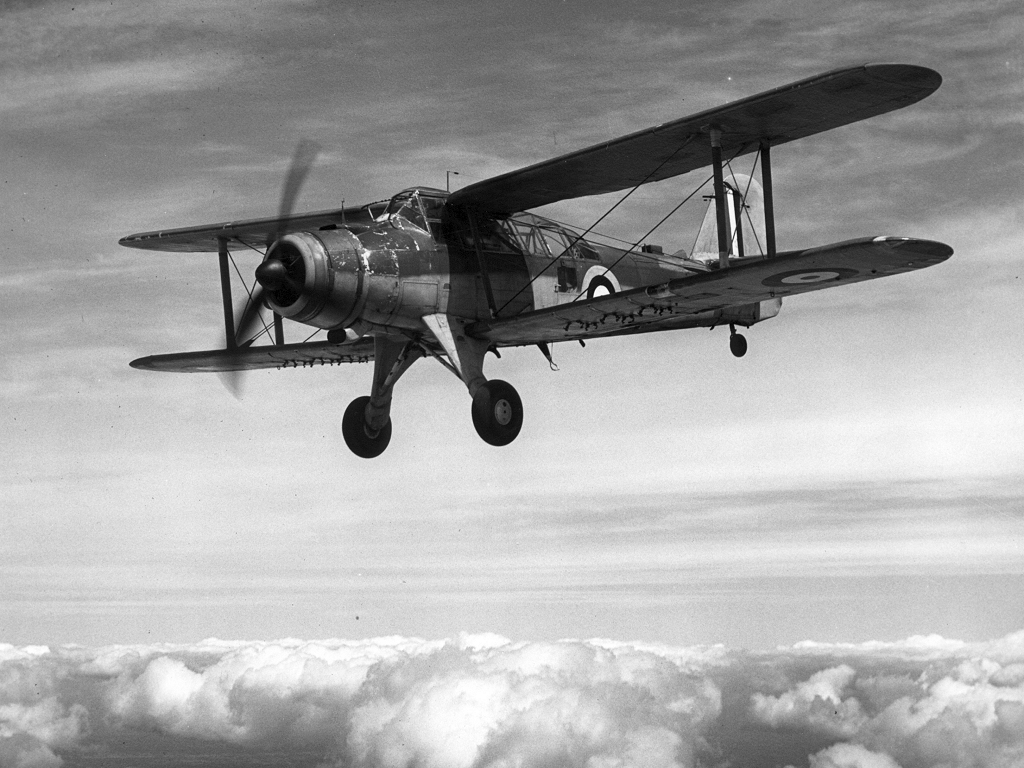
Fairey Albacore

HMS „Furious” przenosił myśliwce Fairey Fulmar z 800 Dywizjonu Lotnictwa Morskiego i cztery Sea Hurricanes, dziewięć Fairey Swordfish z 812 Dywizjonu Lotnictwa Morskiego i dziewięć Fairey Albacore z 817 Dywizjonu Lotnictwa Morskiego. HMS „Victorious” dysponował Albacore’ami z 827 i 828 Dywizjonu Lotnictwa Morskiego oraz Fulmarami z 809 Dywizjonu Lotnictwa Morskiego. Kontradm. Frederic Wake-Walker na pokładzie HMS „Devonshire” odpłynął 23 lipca ze Scapa Flow z Force P – dwoma lotniskowcami, ciężkim krążownikiem HMS „Suffolk” i niszczycielami HMS Escapade, HMS „Active”, HMS „Anthony”, HMS „Achates”, HMS „Antelope” oraz HMS „Intrepid”. Siły te dotarły do Seyðisfjörður na Islandii 25 lipca, zatankowały i popłynęły następnego dnia w kierunku Norwegii. HMS Achates uderzył 25 lipca w brytyjską minę u wybrzeży Islandii i stracił dziób, dlatego musiał zostać odholowany do bazy przez HMS „Anthony”. Te dwa niszczyciele zostały zastąpione przez HMS „Inglefield” oraz HMS „Icarus”. Spodziewano się niewielkiego oporu ze strony Luftwaffe podczas akcji, pomimo intensywności niemieckich operacji lądowych na kierunku murmańskim, a Fulmary według planów miały zapewnić odpowiednią osłonę powietrzną podczas ataku.

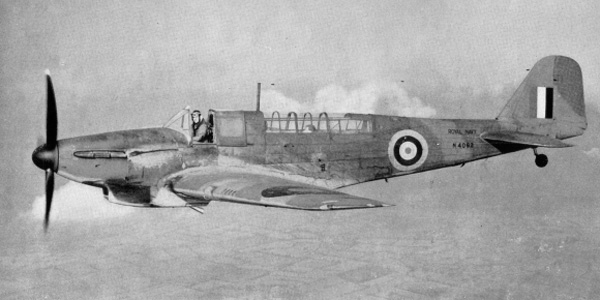
Fairey Fulmar Mk I (M4062)

Załoga HMS „Victorious” dostała rozkaz zaatakowania Kirkenes, a załoga Furious – uderzenia na Petsamo. Gdyby porty były puste, siły z Victoriousa miały zaatakować kopalnię rudy żelaza, a te z Furious – zbiorniki na ropę. W nocy z 26 na 27 lipca Force P obrała kurs do swojego punktu zbornego, około 148 km na północny wschód od Kirkenes i przybyła tam trzy dni później, niebezpiecznie blisko zasięgu samolotów lądowych, całkowicie zależna od swojej osłony myśliwskiej i obrony przeciwlotniczej, gdy pochmurna pogoda stopniowo ustępowała bezchmurnemu niebu, zwiększając ryzyko wykrycia. Tuż przed startem brytyjskich samolotów, niemiecki bombowiec Heinkel He 111 wykrył Force P i udaremnił próbę ataku z zaskoczenia. Trzy eskadry Albacore’ów i jedna eskadra Swordfishów wystartowały jako pierwsze, a Fulmary podążyły za nimi po dwudziestu minutach, podczas gdy Hurricane’y pozostały na lotniskowcach jako osłona.

## Atak

### Kirkenes
HMS „Victorious” wysłał dwie grupy samolotów, składające się z dwunastu Albacore’ów z 827 Dywizjonu, ośmiu z 828 Dywizjonu i dziewięciu Fulmarów z 809 Dywizjonu. Załogi 827 Dywizjonu miały atakować statki w rejonie Kirkenes i Langfjorden, podczas gdy osiem maszyn z 828 Dywizjonu skoncentrowało się na Holmengraafjord i kotwicowisku na wschód od wyspy Reinøya. Samoloty leciały w stronę słońca na niskiej wysokości, poniżej zasięgu wykrywania radaru, ale przeleciały nad niemieckim statkiem szpitalnym, tracąc wszelką nadzieję na atak z zaskoczenia. Maszyny wzniosły się na wysokość 914 m ponad nadbrzeżnymi górami, gdzie zostały zaatakowane ogniem przeciwlotniczym. Brytyjskie załogi wystrzeliły flary w barwach używanych przez Luftwaffe jako fortel, ale nie odniosło to skutku i ogień z ziemi wzmógł się, a potem nagle ustał. Na niebie pojawiło się trzynaście myśliwców Messerschmitt Bf 109 i Bf 110, eskortujących dziewięć bombowców nurkujących Junkers Ju 87 powracających z akcji bojowej nad terytorium sowieckim. Statki cumujące w porcie okazały się być okrętem szkolnym Kriegsmarine i dwoma średniej wielkości frachtowcami, które zostały zaatakowane, po nalocie ustalono, że bomby trafiły także dwa statki handlowe. Fulmary z eskorty próbowały odciągnąć niemieckie myśliwce od Albacore’ów i zestrzeliły jednego Bf 110, tracąc dwie swoje maszyny. Albacory szybko wypuściły swoje torpedy, aby uciec przed ogniem przeciwlotniczym, zatapiając jeden statek o ładowności 2032 ton, uszkadzając drugi i powodując niewielkie uszkodzenia na lądzie. Albacore’y próbowały uciec przed niemieckimi myśliwcami, mając przewagę pod względem zwrotności, ale i tak zostało zestrzelonych aż jedenaście z nich. Pilot Dywizjonu 827 zgłosił zestrzelenie jednego Ju 87, który przeleciał przed jego Albacorem, co zostało potwierdzone później przez niemiecką dokumentację. Niekompletne niemieckie raporty o stratach potwierdzają utratę co najmniej jednego Bf 110 od ognia Fulmara i jednego Ju 87 strąconego przez Albacore’a.

### Petsamo
HMS „Victorious” wysłał dziewięć Swordfishów z 812 Dywizjonu i dziewięć Albacore’ów z 817 Dywizjonu do ataku na Petsamo. Jeden Fulmar został utracony z powodu awarii silnika jeszcze przed atakiem, a reszta maszyn zastała port prawie opustoszały, z wyjątkiem dział przeciwlotniczych. Samoloty zrzuciły więc torpedy na mały statek i falochrony (niestety były one drewniane i łatwe do wymiany). Fulmary z 800 Dywizjonu zaatakowały stocznię i zbiorniki ropy, lecz z mizernym skutkiem. Atakujących zaatakowały myśliwce Bf 109; jeden Albacore i Fulmar zostały zestrzelone.

## Następstwa

### Analiza
Wczesnym wieczorem ocalałe samoloty wylądowały na lotniskowcach, a Force P rozpoczęła podróż powrotną do Scapa Flow. 31 lipca niemiecka łódź latająca Dornier Do 18 próbowała rozpoznać siły nieprzyjaciela, dopóki nie zestrzeliły jej dwa Hurricane’y. Dowódca HMS „Furious”, kpt. Arthur Talbot nazwał nalot: 

[...] gorzkim ciosem dla atakującej siły, która była przygotowywana do wielkich rzeczy tylko po to, aby odkryć, że przepłynęła ponad dwa tysiące mil, żeby zaatakować miejsce bez jakiegokolwiek znaczenia wojskowego

W 2005 r. historyk Ron Mackay nazwał operację EF „totalną katastrofą”. Operacja wykazała podatność przestarzałych samolotów Albacore i Fulmar na ogień myśliwców, ale Swordfishe z 812 Dywizjonu uniknęły strat, być może dlatego, że nalot na Petsamo napotkał mniejszy opór niż akcja w Kirkenes. Mackay napisał, że lepiej było wysłać znacznie nowsze Hurricane’y do osłony nalotu, mimo że z perspektywy czasu uznał także, iż cztery myśliwce mogłyby nie wystarczyć do takiego zadania.

### Straty

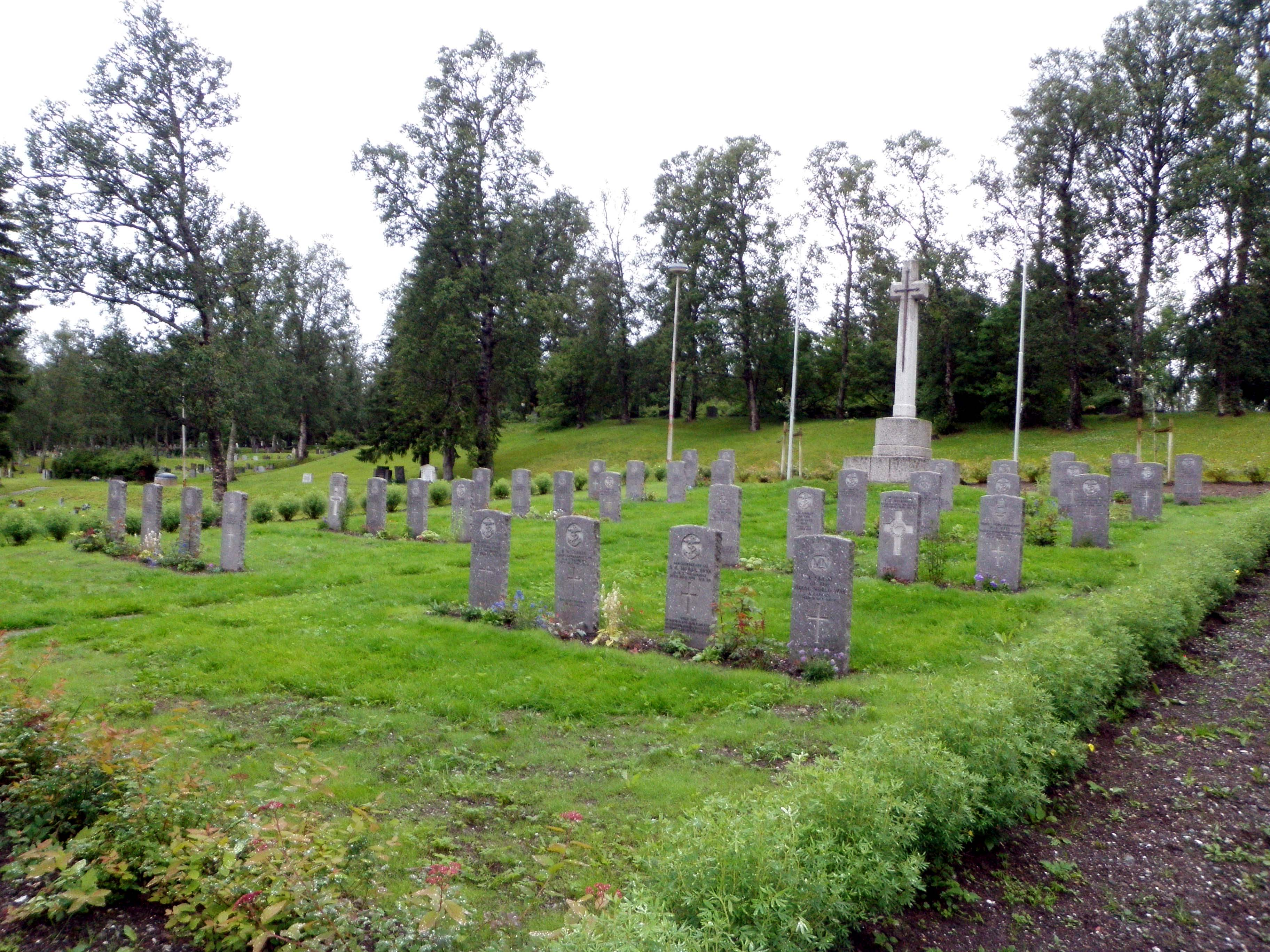
Trzej brytyjscy lotnicy zabici podczas nalotu zostali pochowani na cmentarzu w Tromsø, znajdującym się obecnie pod opieką Komisji Grobów Wojennych Wspólnoty Narodów

Ron Mackay utrzymuje, że w czasie operacji zostało zestrzelonych dwanaście Albacore’ów i cztery Fulmary, dziewięciu ludzi zostało zabitych, 27 wziętych do niewoli, a dwóch uratowanych przez wojska sowieckie po dwóch dniach spędzonych na morzu w pontonie ratunkowym. W 2012 r. Ben Jones napisał ogólnie o 16 samolotach utraconych podczas nalotu na Kirkenes i Petsamo. W 2014 roku Martin Chorlton stwierdził, że HMS „Victorious” stracił 13 Albacores i ich załogi.

### Późniejsze operacje
Dywizjony Albacore’ów zostały przeniesione z HMS „Victorious” w sierpniu i zastąpione przez Dywizjony 817 oraz 832. Lotniskowiec stał się wtedy częścią Force M, działającej na kierunku Wyspy Niedźwiedziej i podejść do Morza Białego podczas operacji Dervish. 3 września rozpoczął się atak na statki płynące z Tromsø do Kirkenes, ale gdy chmury rozproszyły się, dowódcy formacji przerwali atak zgodnie z obowiązującymi ich instrukcjami, ze względu na ryzyko przechwycenia przez myśliwce Luftwaffe stacjonujące w Banak. Force Mpozostała u wybrzeży Norwegii, gdzie 12 września dokonano ataku na jednostki pływające i instalacje portowe w Bodø, zatopiono jeden okręt i uszkodzono fabrykę aluminium w Glomfjord. Brak oporu ze strony myśliwców wroga miał zadecydować o podjęciu planowanego drugiego nalotu, który został jednak anulowany, gdy siły brytyjskie zostały dostrzeżone przez osamotniony He 111. HMS „Furious” przenosił dwa myśliwce Grumman F4F Wildcat „pożyczone” od HMS Argus, które dogoniły niemiecki bombowiec i zestrzeliły go. Dwie łodzie latające Blohm & Voss Bv 138 zaczęły śledzić Force M, ale piloci Fulmarów nie dali rady przebić ich opancerzenia ogniem karabinów maszynowych Browninga kal. 7,62 mm. Rajd 9 października został utrudniony przez wysokie fale, a pięć z 13 Albacore’ów na pokładzie zostało uszkodzonych; trzem udało się znaleźć i zaatakować niemiecki frachtowiec. Po południu osiem załóg z 817 i 832 Dywizjonów zaatakowało dwa statki handlowe eskortowane przez krążowniki przeciwlotnicze i osiągnęło kilka bezpośrednich trafień, gdy załoga statku przeszła na swoje łodzie ratunkowe.